# 라오스의 공항 목록
이 글은 라오스의 공항 목록이다.
| 위치         | ICAO | IATA      | 공항 이름           |
| 아토프       | VLAP | AOU       | 아토프 국제공항     |
| 반핫타이     | VLHS | OUI / HOE | 반후에이사이 공항   |
| 콩 섬        | VLKG | KOG       | 콩 섬 공항          |
| 루앙남타     | VLLN | LXG       | 루앙남타 공항       |
| 루앙프라방   | VLLB | LPQ       | 루앙프라방 국제공항 |
| 무앙사이     | VLOS | ODY       | 우돔사이 공항       |
| 팍세         | VLPS | PKZ       | 팍세 국제공항       |
| 폰사반       | VLXK | XKH       | 시엥쿠앙 공항       |
| 사라바네     | VLSV | VNA       | 사라바네 공항       |
| 셈노이아     | VLSN | NEU       | 나통 공항           |
| 까이손폼위한 | VLSK | ZVK       | 사완나켓 공항       |
| 사야부리     | VLSB | ZBY       | 사야부리 공항       |
| 타크흐       | VLTK | THK       | 타크흐 공항         |
| 비엔티안     | VLVT | VTE       | 왓따이 국제공항     |

## 같이 보기
- ICAO 공항 코드 목록: V